# Hieracium crinitopannosum
Hieracium crinitopannosum es una especie de planta con flor del género Hieracium, de la familia Asteraceae, orden Asterales.

## Distribución
Hieracium crinitopannosum se distribuye por Bulgaria.

## Taxonomía
Fue descrita científicamente por Szelag & Vladimir. Fue publicada en Phytotaxa 108: 57 (2013).